# Макс Пфеффер
Макс Генріх Вільгельм Пфеффер (нім. Max Heinrich Wilhelm Pfeffer; 12 червня 1883, Гельдерн, Німецька Імперія — 31 грудня 1955, біля Іваново, РРФСР) — німецький воєначальник, генерал артилерії вермахту (1 грудня 1942). Кавалер Лицарського хреста Залізного хреста.

## Біографія
В 1902 році поступив на службу в Імперську армію. Учасник Першої світової війни. Після демобілізації армії залишений у рейхсвері, командир і офіцер Генштабу різних частин.
З 5 квітня 1940 по 16 січня 1943 року — командир 297-ї піхотної дивізії. З 17 по 31 січня 1943 року — командир 4-го армійського корпусу.
Був взятий у полон радянськими військами. Помер у таборі для військовополонених Войково.

## Нагороди
- Рятувальна медаль
- Залізний хрест 2-го і 1-го класу
- Хрест «За військові заслуги» (Ліппе)
- Королівський орден дому Гогенцоллернів, лицарський хрест з мечами
- Почесний хрест ветерана війни з мечами
- Медаль «За вислугу років у Вермахті» 4-го, 3-го, 2-го і 1-го класу (25 років)
- Застібка до Залізного хреста 2-го і 1-го класу
- Лицарський хрест Залізного хреста (4 грудня 1941)
- Орден Корони Італії, великий офіцерський хрест
- Медаль «За зимову кампанію на Сході 1941/42»